# 熊本県運転免許センター
熊本県運転免許センター（くまもとけんうんてんめんきょセンター）は、熊本県菊池郡菊陽町にある熊本県警察が管理する運転免許試験場。県内に於ける唯一の運転免許試験場である。

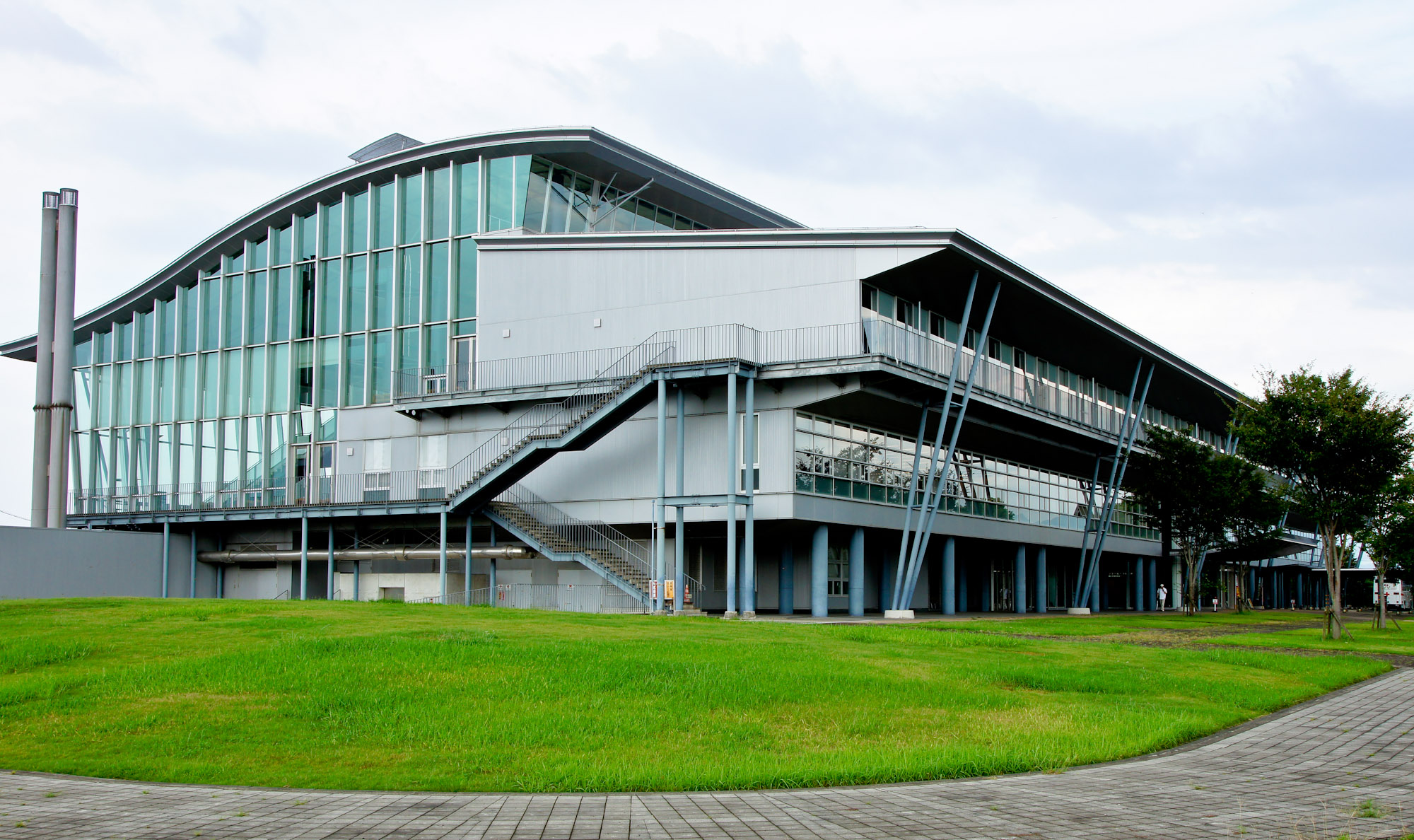
外観

## 所在地
- 熊本県菊池郡菊陽町辛川2655

## 設置理由
2001年までは、免許の更新などを行う旧免許センター（熊本市）と試験業務を執り行う運転免許試験場（旧松橋町）とに分かれていたが、お互いの機関が場所的にあまりに離れていて不便であったこと、および双方とも施設の老朽化を理由として、旧免許センターから直線上に位置し、熊本市郊外で熊本空港からも距離的に近い菊陽町に新たに土地を取得して新築移転し、免許更新等業務と運転免許試験場業務の一本化を行うことになった。
旧免許センター跡地は、熊本県が起業を支援する施設である「インキュベーション施設・夢挑戦プラザ21」として建物はそのままで生まれ変わったものの、2008年1月で閉鎖された。その後、2010年に託麻台病院が土地を落札し、旧建物を解体したのち2013年5月に新築移転した。
運転免許試験場は移転時に廃止・取り壊されており、2019年現在跡地は熊本県博物館ネットワークセンター・多目的広場となっている。

## 建物
- 3階建て
- 壁がガラス張りになっており、運転試験コースはもちろん、周辺が田畑のため、阿蘇の山々まで見渡すことが可能。
- ユニバーサルデザイン (UD) を取り入れている。
- 駐車可能台数：700台

## 沿革
- 2002年1月 - 業務開始

## 交通アクセス

### 公共交通機関
- 熊本都市バス 「免許センター」下車（免許センターの敷地内にバス停がある）
熊本桜町バスターミナル15番のりばから免許センター（G1-5系統:熊本整形外科病院・警察学校・日赤病院・パークドーム熊本経由）行きに乗る。
元々は九州産交バスが乗り入れていたが、2021年4月1日からの熊本県内バス事業者共同経営化スタートによって同日より九州産交バスに代わって熊本都市バスが乗り入れるようになった。
- 神園交通（すーぱーばんぺいゆ号において終点下車）
元々八代市内 - 熊本空港間を結ぶ路線であったが、一部の運行便が2011年より免許センターまで延長。
2025年3月現在は2往復運行、免許センター - 空港間のみの利用は乗降ともに不可。

## 周辺施設
- 熊本県民総合運動公園
  - パークドーム熊本
  - KKウィング
- テクノインキュベーションセンター